# Monastère Iverski de Valdaï
Le monastère Iverski de Valdaï (en russe : Валдайский Иверский Богородицкий Святоозерский монастырь) est un monastère orthodoxe pour homme, sur l'île Selvitski, sur le lac Valdaï, à 10 km de la ville de Valdaï. C'est un des trois monastères fondés à l'initiative du patriarche Nikon, avec le monastère de la Nouvelle Jérusalem et celui de l'Élévation de la Croix situé dans la baie d'Onega sur l'île de Ki.

## Histoire
Le 25 juillet 1652, Nikon fait part de son intention de fonder un monastère semblable à celui d'Iveron (ou d'Iviron) au mont Athos. Le tsar Alexis Ier approuve ce projet et lui alloue les fonds nécessaire à la construction de ce monastère. Selon le témoignage de Paul d'Alep, le projet consistait à suivre la tradition architecturale du mont Athos, et même les vêtements des moines devaient suivre les traditions monacales grecques.
Le choix du lieu d'implantation du monastère vient du patriarche Nikon durant son voyage au monastère Solovetski pour honorer les reliques de Philippe II de Moscou. La construction débute l'été 1653, par la construction de deux églises en bois. La cathédrale (non chauffée) est dédiée à Notre-Dame de l'icône Iverski, et l'église voisine (chauffée) à saint Philippe II de Moscou. Le patriarche nomma comme premier abbé du monastère l'archimandrite Dionisius.

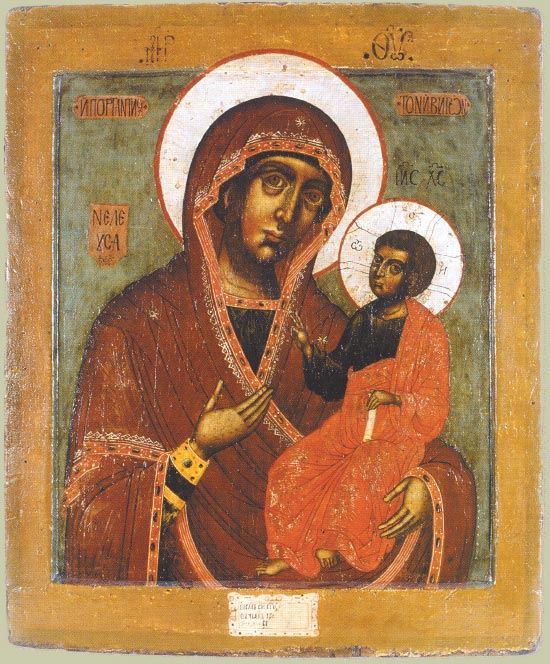
Icône russe Iverskaïa de la fin du XVII s.

Lors de sa première visite au monastère en février 1654, Nikon rebaptisa le village de Valdaï en village de la Mère de Dieu, et il appela le lac Valdaï le lac des Saints. Il bénit et consacre les lieux en apposant la Bible et la croix. L'ensemble du monastère a pris le nom de Sviatoozerski c'est-à-dire du saint lac.
En 1653, sous la supervision du patriarche débute la construction de l'église en pierre et des bâtiments du monastère. C'est Nikon lui-même qui consacre les lieux. En février 1654, les saintes reliques du Jacob Borovitchski sont transférées dans l'enceinte du monastère.
En mai 1654, une charte du tsar gratifia le monastère en plus du lac Valdaï et de ses îles les domaines de Borovitchi, et Vychni Volotchek ainsi que d' autres monastères des terres de Novgorod.
En 1655, des frères biélorusses du monastère de l'Épiphanie de Koutenski (dans la ville d'Orcha), au nombre de 70, ont rejoint le monastère. Parmi les moines il y avait à cette époque le futur Joachim de Moscou, ainsi qu'Isaac de Polotsk, frère de Siméon de Polotsk. Ces nouveaux moines ont apporté avec eux tout ce qu'ils possédaient et notamment une imprimerie. Cela a permis d'imprimer des livres puis de les relier.
En 1656, la cathédrale de la Dormition du monastère Iverski est achevée. Le 16 décembre de la même année, elle est consacrée. Ont participé à la consécration le métropolite de Novgorod Makari III et le patriarche de Moscou Pitirim, l'archevêque de Tver, Laurenti et de nombreux autres membres du clergé de différents éparchies de Russie. La cathédrale se distingue par la simplicité et la monumentalité de son architecture.
Au début du XVIIIe siècle le monastère tombe en ruine. De 1712 à 1730, il est attribué avec toutes ses terres au monastère Saint-Alexandre-Nevski. Même la cloche est transportée à Saint-Pétersbourg. En 1764, le monastère est sécularisé par l'impératrice Catherine II.
En 1919, après la révolution d'Octobre le monastère est transformé en artel. Il compte 70 personnes et possède 5 hectares de terres et 200 ha de jardins, vergers, terres à labours et pâturages.
En 1927, l'artel est contrôlé par le commissariat à l'agriculture et dans le rapport administratif il est noté que la communauté est trop intimement liée à l'icône miraculeuse d'Iverski. Il s'ensuit que la communauté est dissoute et que l'icône dans son oklad dorée est envoyée dans un endroit inconnu.
Par la suite le monastère a été successivement transformé en: musée d'histoire, musée régional, atelier, maison pour invalides de la Seconde Guerre mondiale, en école de forêt pour les enfants, en sanatorium pour des tuberculeux. Dans les années 1970, une colonie a été créée sur l'île, ainsi qu'une maison de repos.

## Restauration et histoire récente

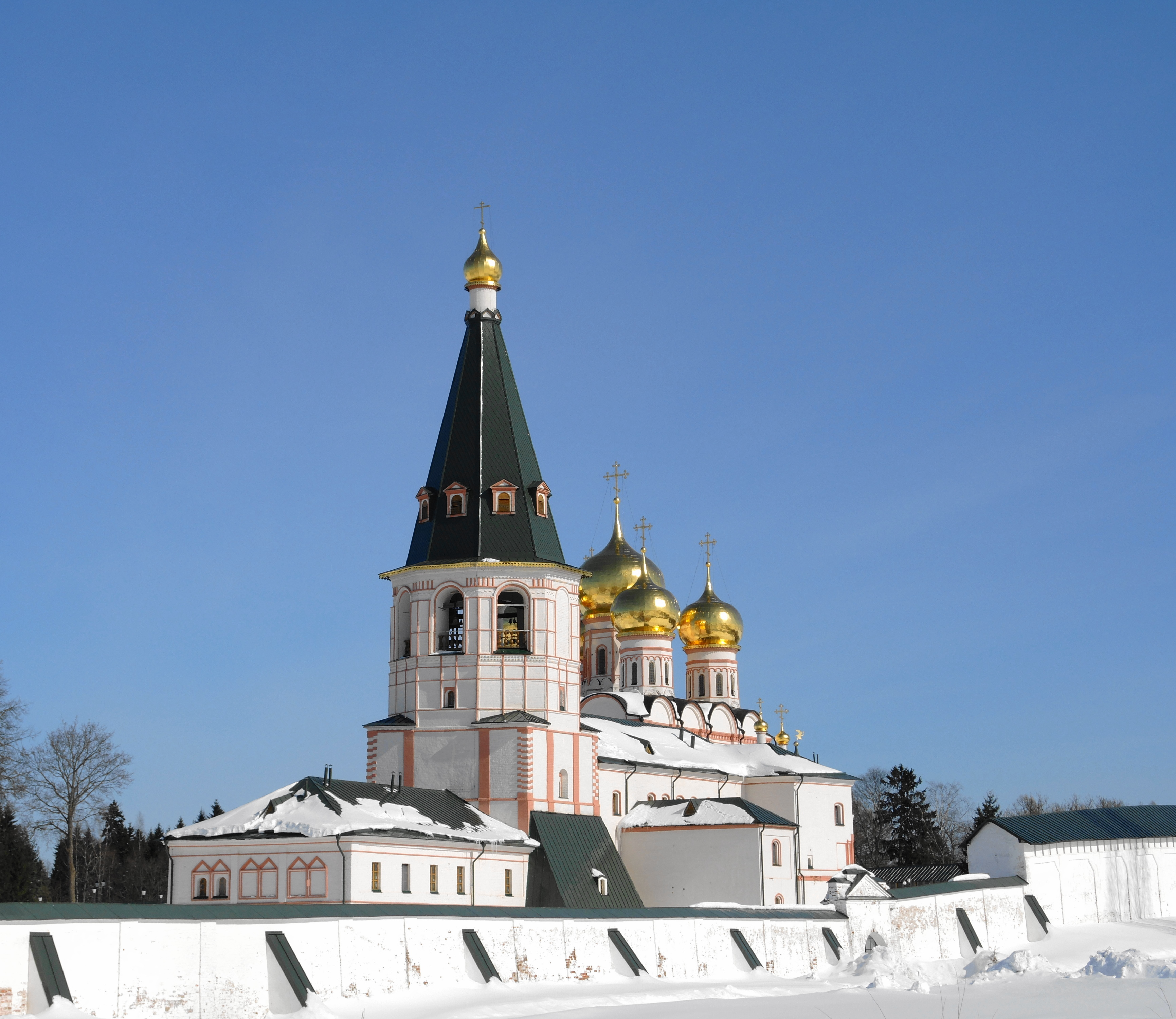
Cathédrale de la Dormition du monastère Iverski.

En 1991, le monastère se trouvait en mauvais état et a été réuni à l'éparchie de Novgorod. En 1998 l'archevêque Lev (Tserpitski) a procédé à une nouvelle consécration de l'église de la Dormition. À la fin 2007, une restauration complète du monastère a été réalisée.
Un nouvel oklad a été réalisé en 2006 pour l'icône de Notre-Dame Iverski. Elle a été bénie le 25 décembre 2006.
Le 12 janvier 2008, la consécration de la cathédrale de la Dormition du monastère Iverski a eu lieu en présence du patriarche Alexis II. Le patriarche a changé le nom de la cathédrale qui est devenue la cathédrale de l'icône de la Vierge Marie d'Iverski (au lieu de cathédrale de la Dormition). Il a célébré la divine liturgie dans la cathédrale . Après cette liturgie il a prié, accompagné du président de la fédération de Russie, Vladimir Poutine,.
En avril 2008, la décision a été prise de dorer les cinq dômes de la cathédrale. La coloration actuelle des façades et la dorure des coupoles n'a pas de précédent dans l'histoire du monastère.
Le 19 septembre 2009, le monastère Iverski a été visité par Cyrille de Moscou. En janvier 2011, s'est achevée la restauration de la fresque de la cathédrale de la Dormition d'Iverski.
Par décision du Saint Synode des 27—28 décembre 2011, c'est le métropolite Lev qui est nommé recteur du monastère Iverski de Valdaï.

## Composition de l'ensemble architectural
- Cathédrale de la Dormition du monastère Iverski de la Mère de Dieu (1653-56)
- Trapeznaïa de l'église de l'Épiphanie (1657-58)
- Église de la Porte de l'archange Mikhaïl (1680, la partie supérieure à la fin du XVIIIe siècle)
- Église de Philippe , métropolite de Moscou (1874)
- Église hôpital de Jacob Borovinski avec une trapeznaïa (1702, reconstruit au XIX)
- Clocher chatior (1679-89)
- Corpus du gouverneur (XVII s.)
- Corpus du Trésor (1680)
- Corpus de la fraternité (début. XVIII s.)
- Corpus hospitalier, salon, écurie (XIX s.)
- Clôture en pierre avec tours XVIII s.
- Tour Nikolaoievskaïa (1680)
- Chapelle des Panaev (1870)

Monastère Iverski de Valdaï
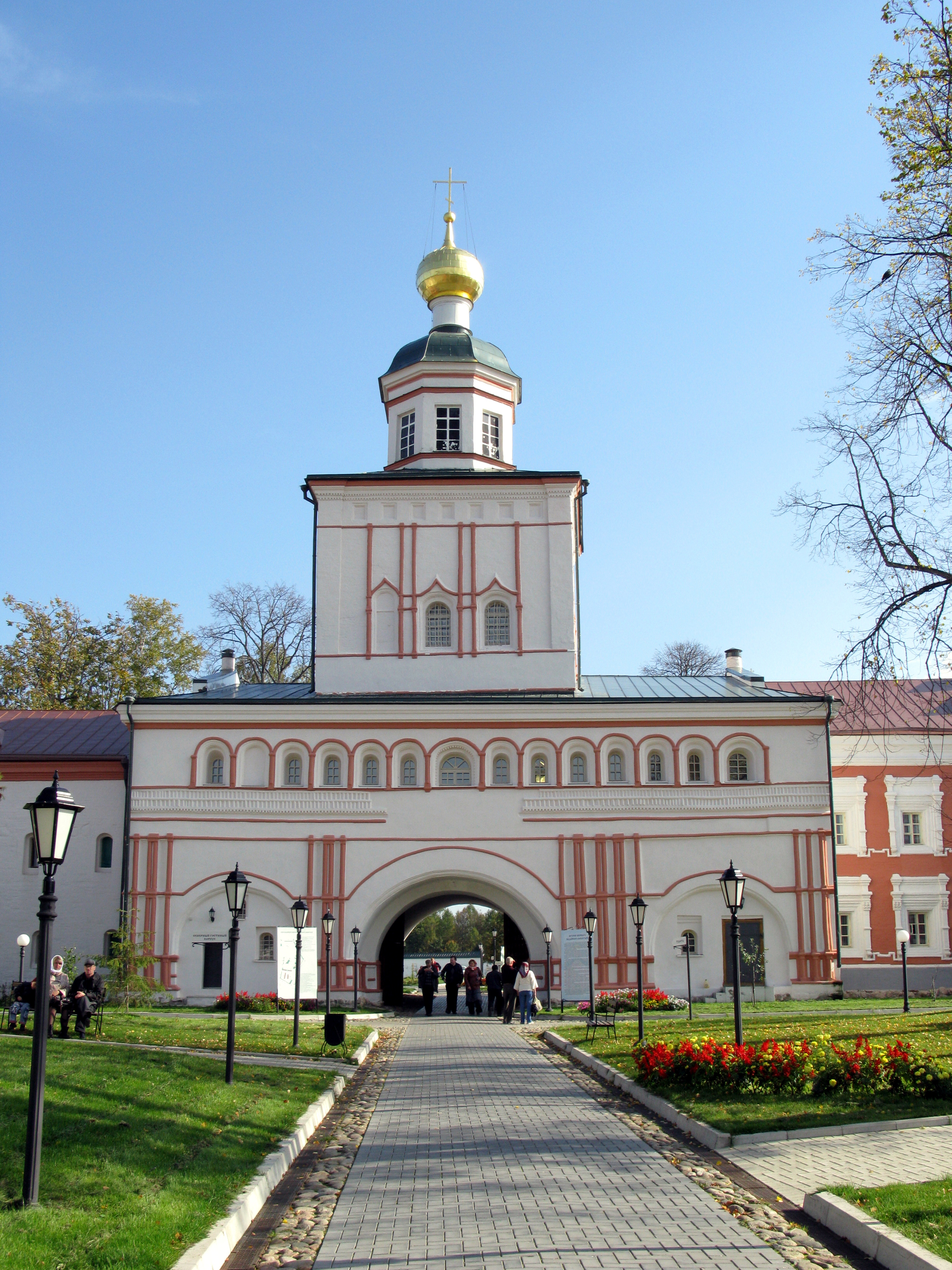
Église de la Porte de l'archange Mikhaïl
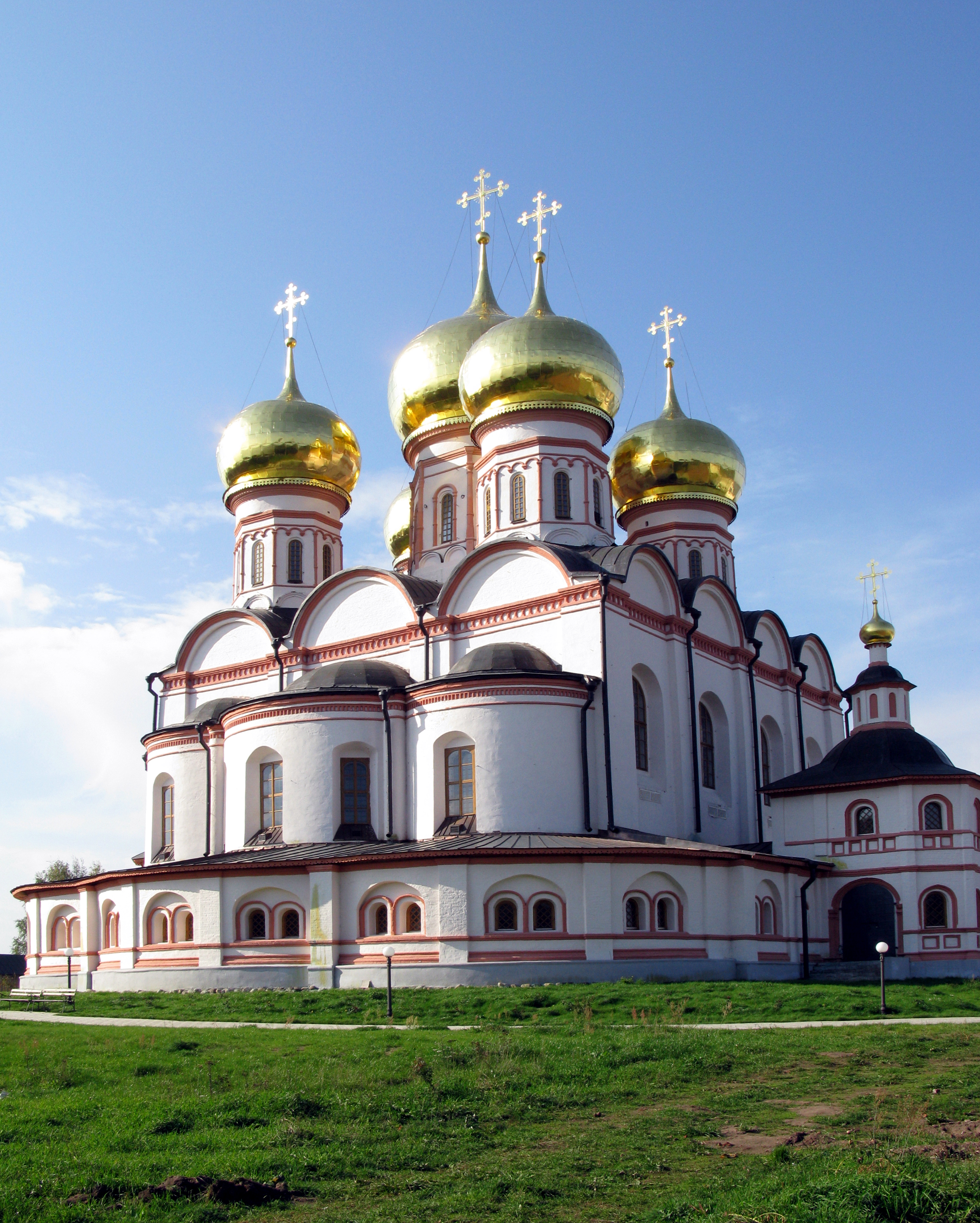
Cathédrale Iverski
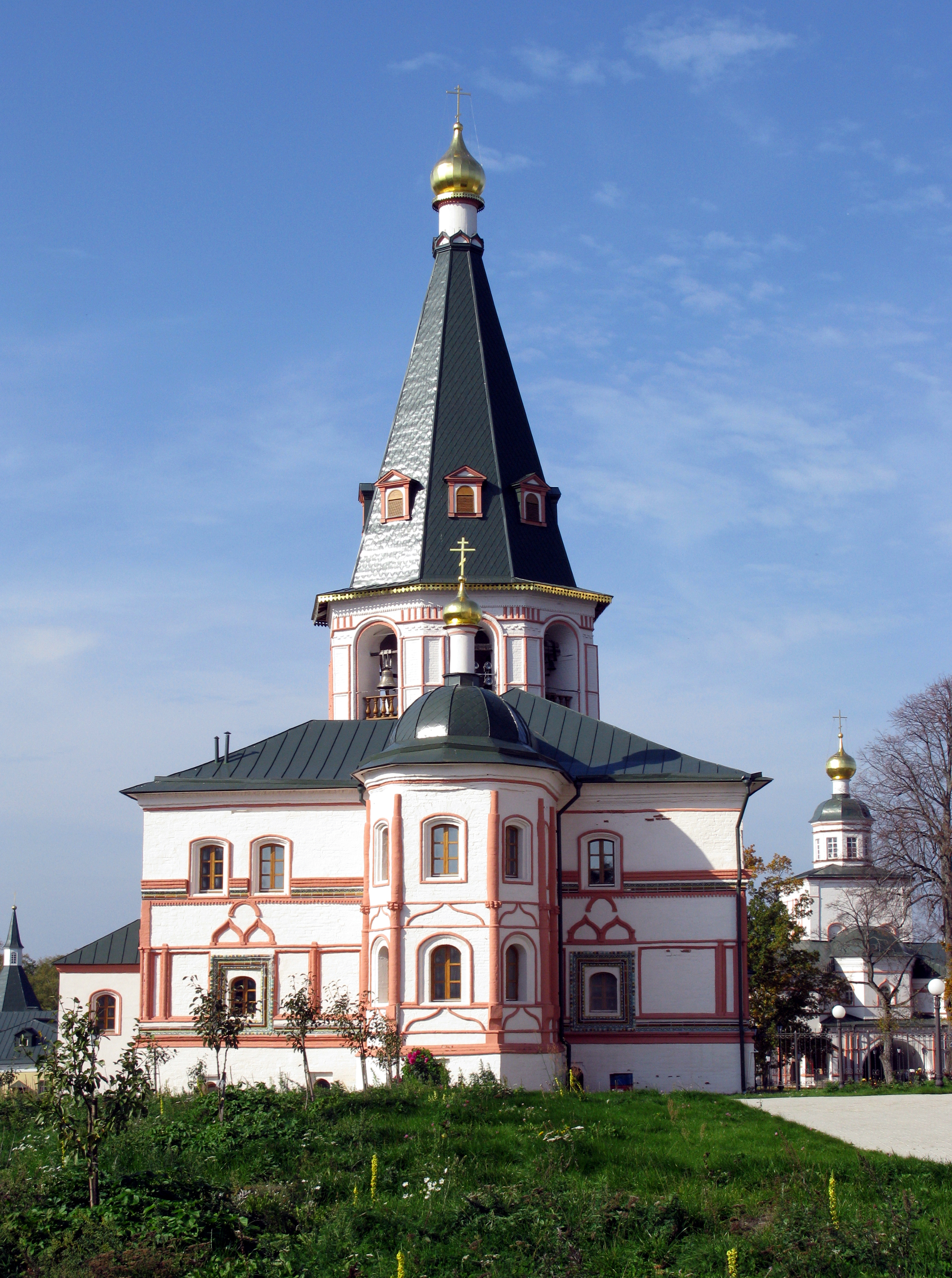
Corpus vu de l'Est avec le clocher
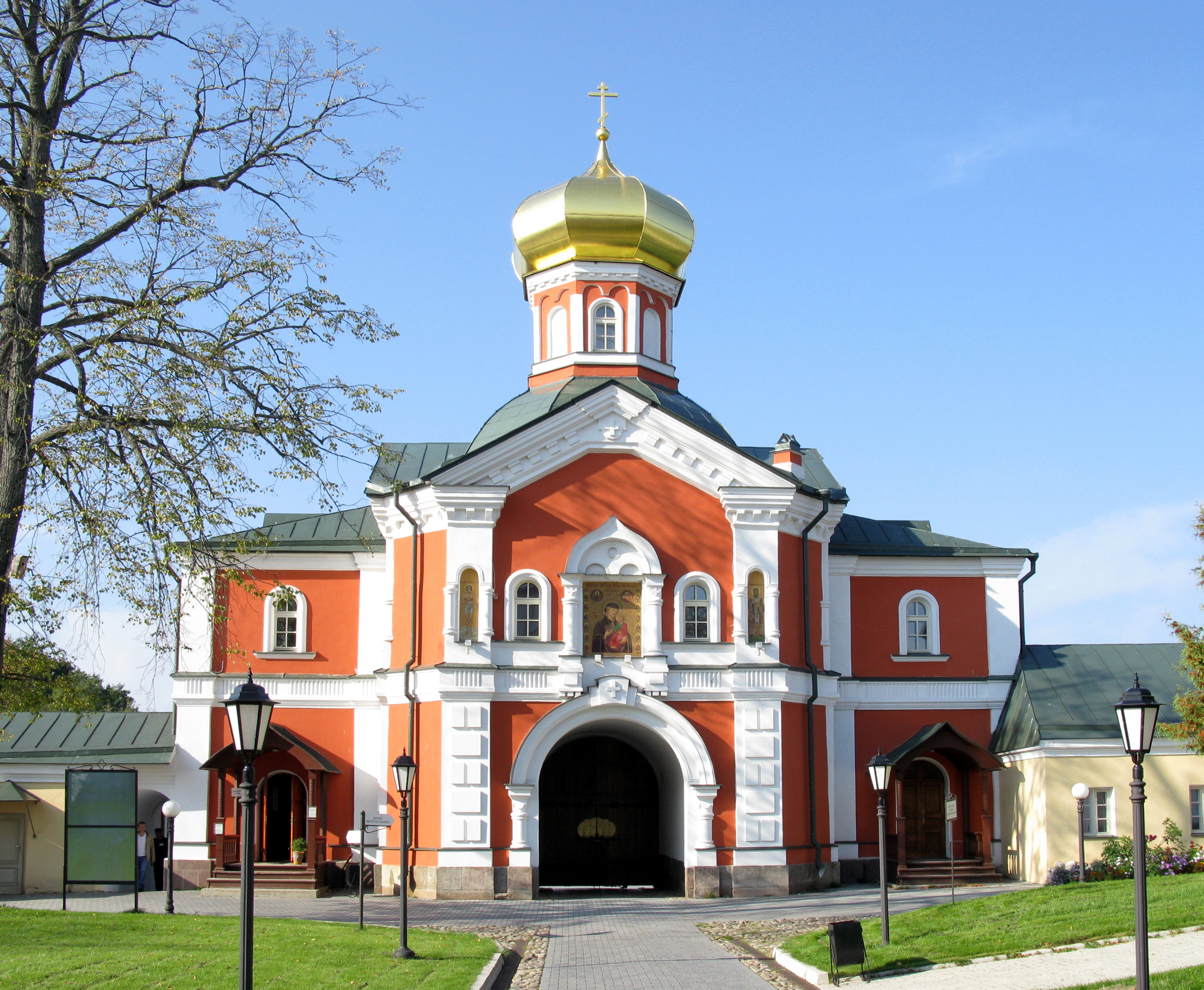
Sainte porte et église Saint Philippe
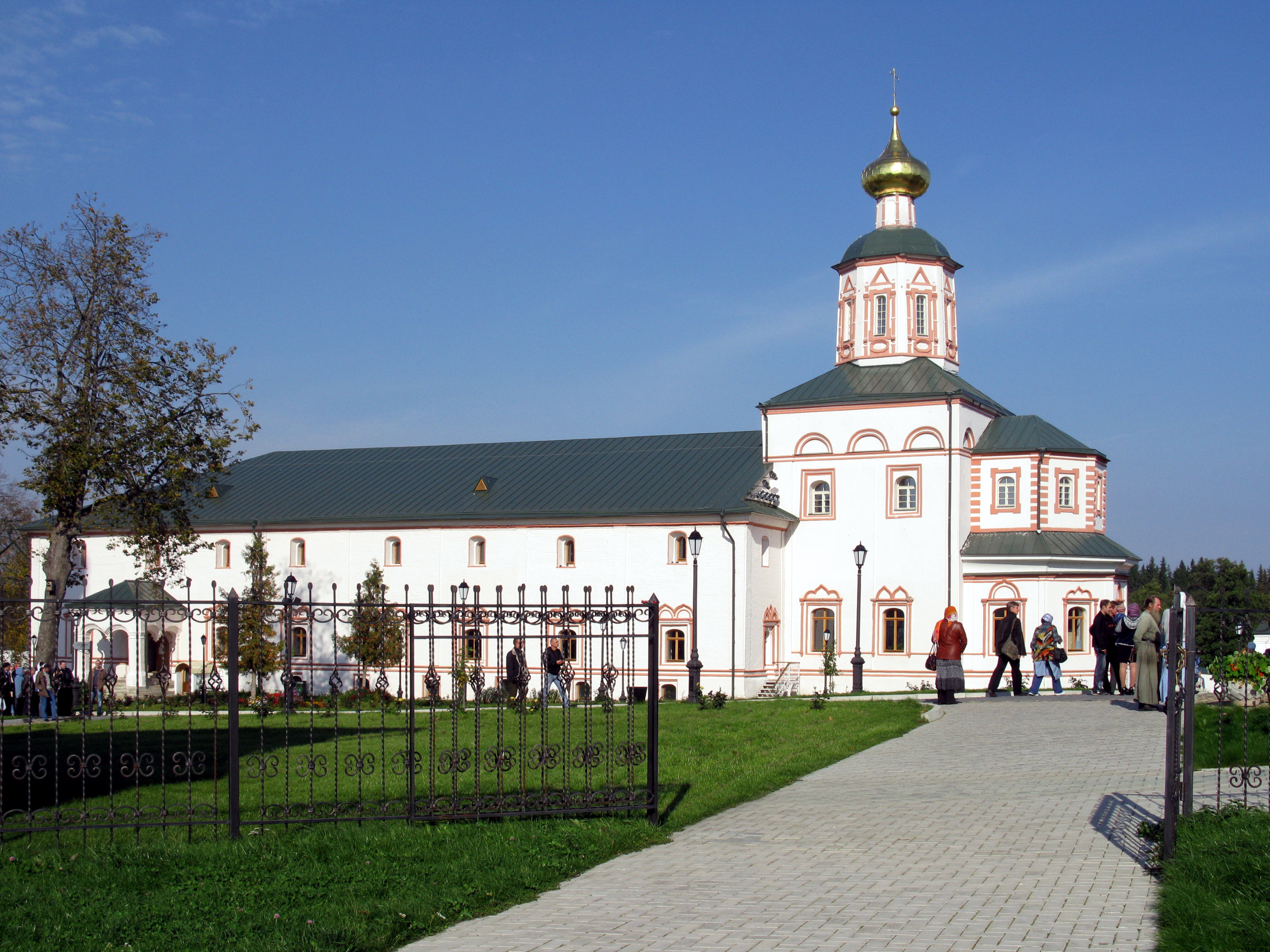
Trapeznaïa et église de l'Épiphanie
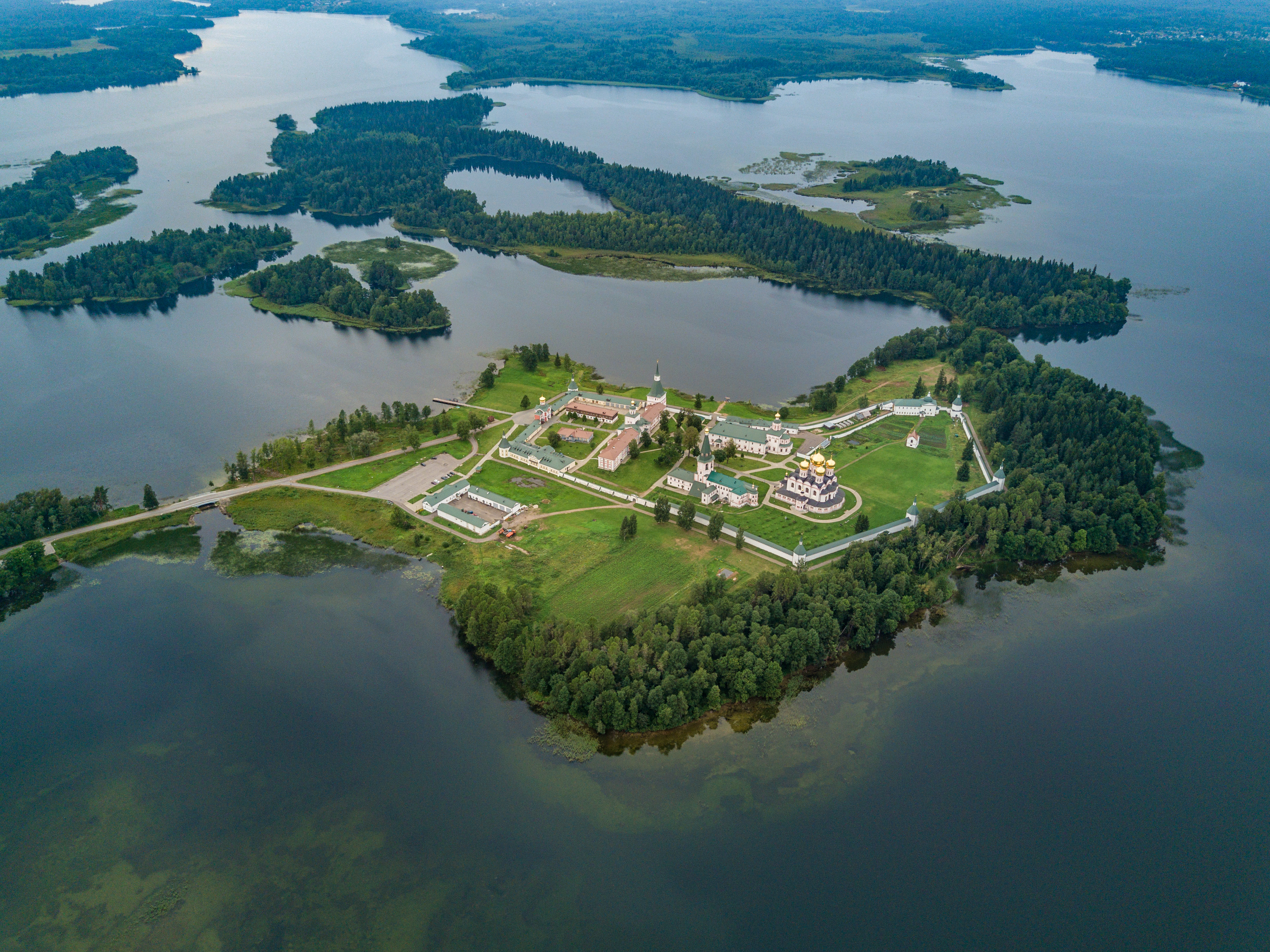
Vue d'ensemble
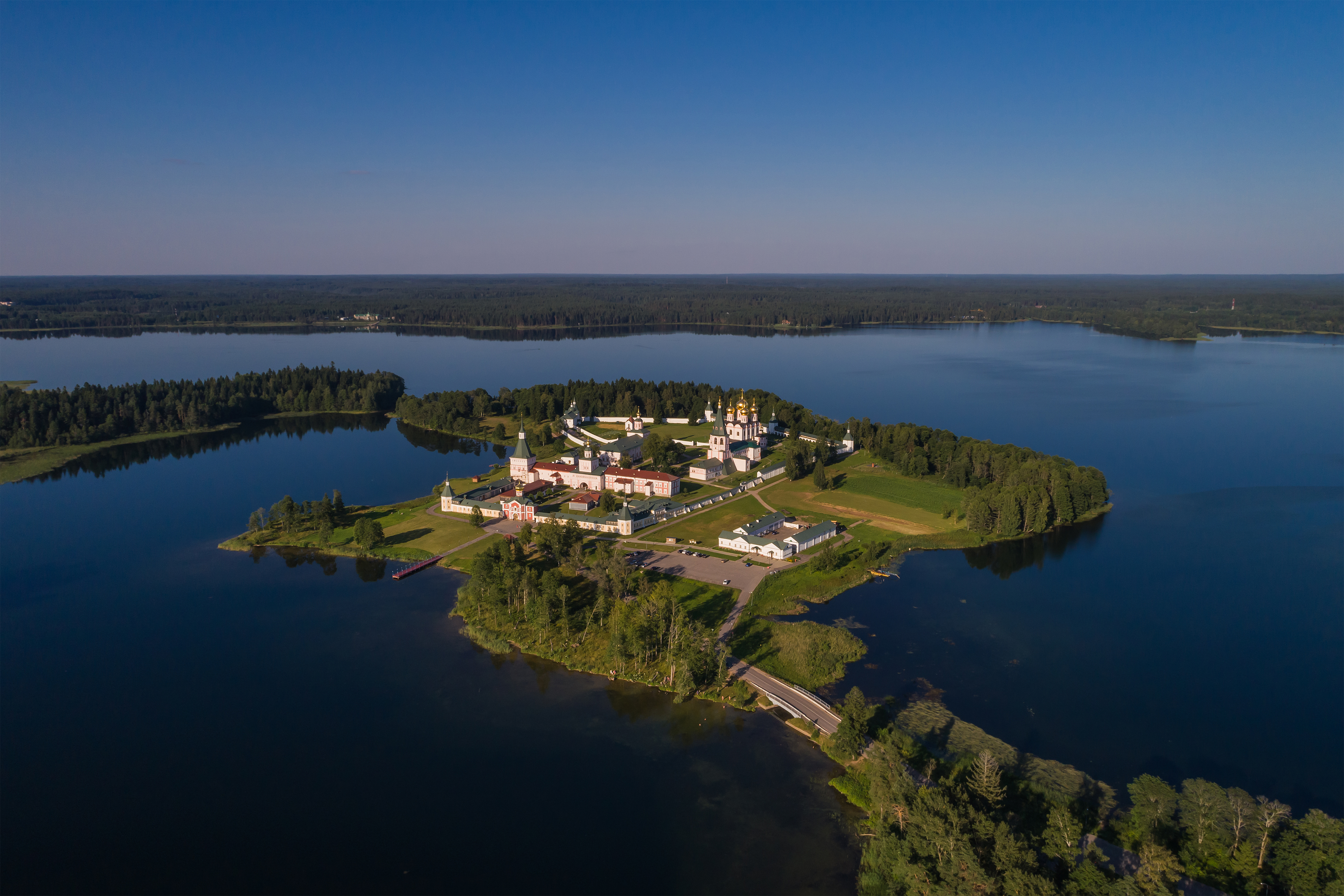
Autre vue d'ensemble